# James Agee
James Rufus Agee (Knoxville, Tennessee, 27 de noviembre de 1909-Nueva York, 16 de mayo de 1955) fue un escritor y periodista estadounidense. Su novela autobiográfica Una muerte en la familia, aparecida en 1957, que ganó el premio Pulitzer en 1958, es considerada una obra maestra. Colaboró en cine, como crítico y guionista de dos películas.

## Trayectoria
Agee nació en la calle 15 de Highland streets en Knoxville, Tennessee. Cuando tenía 6 años perdió a su padre, en un accidente automovilístico, suceso que marcaría su vida. Desde los siete años estudió junto con su hermana menor, Enma, en diversos internados. El más decisivo fue Saint Andrews School for Mountain Boys, cerca de la casa de verano de su madre, a tres kilómetros de Sewanee (Tennessee).
El colegio estaba regido por la Orden Anglicana de la Santa Cruz. Allí conoció, en 1919, al Padre Flye y su esposa que vivían en los terrenos del colegio y con los que mantendría su amistad hasta la muerte; la correspondencia entre ambos revela la complejidad vital de Agee: Letters of James Agee to Father Flye (1962). Su madre se casó con el Padre Erskind Wright en 1924, contable del colegio St. Andrew's y se trasladan a Rockland, Maine.
Agee acudió a la Escuela Superior en el curso 1924-1925; en el verano de ese año viajó a Europa con el padre Flye. A la vuelta, en otoño de 1925, entró en Phillips Exeter Academy, elitista internado en el estado de New Hampshire, donde fue nombrado, en 1927, editor del Exeter Monthly y presidente del Lantern Club (sociedad literaria).
En otoño de 1928, ingresó en la Universidad de Harvard; fue compañero de habitación de Robert Saudek. Durante el verano de 1929 trabajó en los campos de trigo de Nebraska y Kansas. Con Robert Fitzgerald asistió a las clases de Robert Hillyer y I. A. Richards; y en 1930 y en 1931 fue nombrado editor jefe de Harvard Advocate. En la primavera de 1932, se graduó en Harvard.
Dada su confección de un número paródico de Time, y con los esfuerzos de Dwight Macdonald, fue contratado como reportero y después como escritor de plantilla de Fortune en el edificio Chrysler. En el verano de 1936 pasó ocho semanas en Alabama con el fotógrafo Walker Evans, entrevistando y fotografiando a familias de pequeños agricultores; experiencia decisiva en su vida.
Se casó tres veces y tuvo cuatro hijos. En 1951, Agee sufrió su primer ataque al corazón, de otro moriría cuatro años después en un taxi de Nueva York.

## Obra
Después de licenciarse, escribió artículos para Fortune y para el Times. En 1934, publicó su primera colección de poemas, Permit Me Voyage, con un prólogo de Archibald Macleish.
Aunque Fortune nunca publicó los artículos que le encargó en su viaje de 1936, se recopilaron luego en un libro publicado en 1941, Elogiemos ahora a hombres famosos, que ha sido seleccionado por la Biblioteca Pública de Nueva York como uno de los mejores libros del siglo XX.

### Cine
Su relación con el mundo del cine empezó en 1942, cuando se convirtió en crítico cinematográfico, primero para la revista Time y después en The Nation: fue uno de los más influyentes y originales de los Estados Unidos. Las críticas de Agee se editaron tras su muerte con el título Agee on film.
En 1948 abandonó Time y escribió, bajo contrato con Huntington Hartford, guiones de películas basados en The Blue Hotel y The Bride Comes to Yellow Sky de Stephen Crane. Escribió una narración para la película de Helen Levitt, The Quiet One.
En ese año se estrenó Knoxville Summer of 1915 para soprano y orquesta, con música de Samuel Barber y letra de Agee, donde cantó Elenor Steber.
Como guionista destaca su guion para La reina de África, dirigida por John Huston. En 1954 escribió otro guion famoso, La noche del cazador, basado en la novela de Davis Grubb y que fue dirigida por Charles Laughton.

### Reconocimiento
En 1957 publicó su segunda novela, Una muerte en la familia, basada en los sucesos que rodearon la muerte de su padre y que en 1958 recibió el premio Pulitzer de ficción, está considerada una de las grandes novelas del siglo XX en Estados Unidos. Fue llevada al teatro con éxito en 1960 y también se rodó una película (1963), ambas con el título de All the Way Home. Su prosa está reunida en The Collected Short Prose of James Agee.

## Libros
- Permit Me Voyage (1934), poemas.
- Let Us Now Praise Famous Men: Three Tenant Families (1941). Trad. esp.: Elogiemos ahora a hombres famosos, Planeta, 2009. Documento lírico-narrativo.
- The African Queen (La reina de África), guion.
- The Morning Watch (1950). Trad.: Vigilia, Alianza, 2009, novela.
- The Night of the Hunter (La noche del cazador), guion.
- A Death in the Family (1958). Trad.: Una muerte en la familia, Alianza, 2008, novela.
- Agee on Film I (1958). Trad.: Escritos sobre cine, Paidós, 2001, crítica.
- Agee on Film II (1960), crítica.
- Letters of James Agee to Father Flye (1962). Trad.: Cartas al padre Flye, México, Jus, 2016.

## Premios y distinciones
Premios Óscar
| Año  | Categoría            | Película           | Resultado |
| ---- | -------------------- | ------------------ | --------- |
| 1952 | Mejor guion adaptado | La reina de África | Nominado  |